# 橋水基金
橋水基金（英語：Bridgewater Associates）是全球最大的對沖基金，由雷·達利奧于1975年在美国創立。1981年，该公司将总部从美國纽约市迁至康涅狄格州韦斯特波特。截至2020年4月，其管理的资产约为1,380亿美元。

## 历史
该公司的历史包括开创了行业策略，如：货币叠加、阿尔法和贝塔策略的分离、绝对回报产品的创建和风险平价。根据《金融新闻》，该公司是2000年以来增长最快的资产管理公司，直到2005年停止接受新账户。在2001-2010年的十年间，其管理的资产每年增加25%，员工人数是2000年的11倍。据报道，该公司的每日观察研究被世界各地的中央银行领导人和养老基金经理阅读。

### 1975-1990: 咨询、研究、资金管理
桥水公司是由雷·达利奥于1975年在他的曼哈顿公寓的一间办公室里创立的。当时，公司的业务只包括为企业客户提供咨询，以及管理国内和国际货币和利率风险。公司后来改变了重点，开始向政府和纳贝斯克和麦当劳等企业出售经济咨询。
该公司开始出版一份名为《每日观察》的付费订阅研究报告，这使麦当劳公司及其主要供应商在20世纪80年代初成为客户。另一个客户是美国中部银行，其财务部主任鲍勃-普林斯后来加入桥水公司担任联合首席信息官。
公司的第一个账户是在1987年通过世界银行的Hilda Ochoa-Brillembourg进行的500万美元的固定收益投资。在20世纪80年代中期，公司将其业务重点从货币和利率管理转向机构投资者的全球债券和货币。作为机构客户的固定收益和货币顾问，公司作为货币交易商和货币重叠技术的开发者获得了声誉。1990年，它利用柯达和Loews公司的资金推出了一个对冲基金组合，并开始正式向客户提供其货币叠加产品。

### 1991年至今：Pure Alpha、全天候、Pure Alpha主要市场
桥水公司在20世纪90年代开发了几种 "创新的投资策略"，如通货膨胀指数债券、货币叠加、新兴市场债务、全球债券和 "超长期债券"。该公司还 "开创了阿尔法和贝塔的分离 "投资，并开发了一种被称为 "阿尔法叠加 "的策略，涉及 "20个不相关的 "投资组合，利用风险或回报的杠杆，并与现金或投资市场基准相结合。
该公司于1991年推出了Pure Alpha基金，并开始推销便携式阿尔法投资策略。Pure Alpha基金在2000年至2003年的市场低迷期表现良好，随着对冲基金的流行，该公司通过与各种资金不足的养老基金的联系扩大了资产，其中一些基金已经成为客户。1992年，该公司推出了全球债券叠加项目。1995年，公司高管参加了美国财政部的讨论，为联邦政府发展通货膨胀指数债券提供建议。
桥水公司推出了全天候对冲基金，并在1996年开创了风险平价的投资组合管理方法。公司管理的资产从90年代中期的50亿美元增长到2003年的380亿美元。2000年6月，公司被《退休金与投资》杂志评为当年和前五年表现最好的全球债券经理。2002年，公司被Nelson Information评为世界最佳资金管理公司，以表彰其国际固定收益项目16.3%的回报率。2003年，公司获得了全球投资者卓越奖--全球债券奖。次年，公司获得了全球养老金（杂志）年度货币覆盖经理奖，以及PlanSponsor运营调查的两个 "同类最佳 "奖项。
2006年，该公司的旗舰产品Pure Alpha基金开始向其客户 "返还资金"，以维持其投资策略并执行其 "容量限制"。该公司开始将其所有客户转移到另类策略（其所有全天候或Pure Alpha主要市场基金），从而消除了其投资组合中的传统投资方法。那一年，它被《PlanSponsor》杂志授予终身成就奖和《全球养老金》杂志年度货币经理奖以及《资金管理通讯》、公共养老基金卓越奖和年度另类经理奖。
到2007年，该公司管理的总资产增长到500亿美元（2000年为330亿美元）。根据《巴伦周刊》2007年的一篇文章，"没有人比它的客户和《每日观察》的订阅者对全球市场崩溃准备得更好"。该公司 "在2007年春天开始对过度金融杠杆的危险敲响了警钟。"该公司的研究人员审查了全球大多数主要金融机构的公开账目，发现由于坏账造成的未来损失估计达8390亿美元。12月，当公司创始人雷·达利奥与美国财政部长工作人员和其他白宫经济顾问会面时，这些结论被报告给了美国财政部。桥水公司的Pure Alpha基金在2008年的股市 "崩溃 "中 "使其投资者幸免于难"。然而，这一策略在2009年并不成功，当时经济增长的反应比预期快，道琼斯工业指数上涨了19%，而公司的Pure Alpha基金据说只获得2%至4%。桥水公司的Pure Alpha II的历史平均回报率为10.4%，只有3个亏损年。参议员约翰·麦凯恩在2008年总统竞选期间访问了该公司并向公司员工发表讲话。德克萨斯州教师退休系统（TRS）投资2.5亿美元入股桥水公司中间控股公司。
该公司的创始人雷·达利奥在2009年2月开始使用 "d-process "一词来描述次级抵押贷款行业的去杠杆化和通货紧缩过程，以区别于经济衰退。那一年，该公司被称为美国最大的对冲基金，它获得了《另类投资新闻》第七届对冲基金行业的终身成就奖和PlanSponsor的年度对冲基金经理奖。当美国国内生产总值在2010年动摇时，该公司在国债和其他证券的投资上有了显著的收益，并在11月成立了100亿美元的Pure Alpha主要市场基金，使该公司管理的总资产超过1000亿美元。2011年，该公司获得多项荣誉。它在《机构投资者》的 "世界百强对冲基金 "名单中排名第一。它获得了年度宏观对冲基金公司奖 和aiCIO对冲基金行业创新奖。绝对回报+阿尔法（AR）在其对冲基金成绩单和十亿美元俱乐部类别中把该公司排名第一。
2016年5月底，康涅狄格州预计将批准一项计划，该计划将给予桥水公司2200万美元的赠款和贷款，以换取就业培训、创造就业机会和建筑改造。该公司还必须同意保留他们在康涅狄格州已经支持的1402个工作。该公司还可能有资格获得多达3000万美元的城市税收抵免。
在2014年至2016年期间，加利福尼亚大学的执政者从桥水联合公司撤回了5.5亿美元，这也是由于对桥水公司未来的领导能力的担忧。2018年6月，向客户和员工宣布，桥水公司将改变其公司结构，成为一个合作伙伴。到2018年6月，德克萨斯州教师退休系统、安大略省市政雇员退休系统、新加坡主权财富基金和国际货币基金组织已经投资于桥水公司。
2017年9月，桥水公司宣布计划在中国政府的批准下在中国推出一个投资基金。
2020年，桥水公司报告说，由于COVID-19相关的市场波动，給公司造成了巨大的损失，截至2020年8月，Pure Alpha II基金损失了18.6%。

## 桥水中国
2011年桥水基金在北京设立“美国桥水投资公司北京代表处”。
2016年3月，桥水的全资子公司“桥水（中国）投资管理有限公司”(BCIM)在上海成立并获得CIBM牌照。
2018年桥水中国取得私募基金管理人牌照并推出首支境内私募基金——全天候壹号基金。
2021年桥水中国管理的境内私募基金总规模超过100亿元人民币，成为中国境内规模最大的外资私募基金管理人。